# 油布伞
油布伞是起源于中国古代的在布上涂上蜡油而制成的一种伞，较坚固，历史久于油纸伞。

## 基本特征
油布伞是一种古老的，以布上涂油而制成的伞，其既可以用金属也可以用竹子制作伞骨。坚固性较好，也可在伞面上描绘纹饰。

## 工具
锉刀、锤子、锯子、钻头、缝纫机、剪刀、尺子等

## 制作工序
选材、量尺寸、刨竹节和分片、打孔、排竹、套伞头、伞骨与伞头相连、制伞面、上布、刷油、盖章或署名、晾晒

## 注意事项
1.使用之后，将伞放于通风干燥处，防止发霉。
2.小心打开伞面，防止断裂。

## 推荐链接
1.油布伞制作工序：
2.油布伞的小故事：